# Chang-min (tên)
Chang-min có thể đề cập đến:
- Shim Chang-min (sinh 1988), ca sĩ Hàn Quốc
- Lee Chang-min (sinh 1986), ca sĩ Hàn Quốc
- Lee Chang-min (sinh 1994), cầu thủ bóng đá Hàn Quốc